# 21 días
21 días va ser un programa televisiu espanyol presentat per Meritxell Martorell i dirigit per David F. Miralles. El programa creat per David F.Miralles i Macarena Rey consisteix en reportatges de periodicitat mensual sobre la vida de determinats grups de persones i viscut en primera persona per una periodista, sent emès en la cadena de televisió espanyola Cuatro. En ell les periodistes Samanta Villar Fitó (Temp. 1 i 2), Adela Úcar (Temp. 3, 4, 5 i 6) i, actualment, Meritxell Martorell (Temp. 7), es posen durant 24 hores diàries (en un període de 21 dies), en la pell de diferents grups de persones que viuen situacions alienes a les viscudes per la majoria (gent amb problemes amb les drogues o amb el joc, membres de determinades minories religioses, estiguin o no a Espanya, etc.) per a comprendre i mostrar com són les seves vides, ja que com comenten les diferents periodistes que presenten la sèrie, a inicis de cada episodi, "Hi ha problemes que només s'entenen quan es viuen en la pròpia pell i com no és el mateix explicar-ho que viure-ho ho viuré durant 21 dies".
En desembre de 2014, Cuatro va anunciar la volta del programa, però en aquest cas tornarà amb una nova temporada i nova presentadora després de la marxa d'Adela Úcar. En maig de 2015, es confirma que la presentadora catalana Meritxell Martorell, s'encarregarà del programa des de la seva setena temporada. que es va estrenar el 15 d'abril de 2016 amb un 6,9% de quota.

## Controvèrsies
En la primera temporada, en el programa dedicat al barraquisme se'l va acusar de presumpta implicació en el robatori d'uns ferros, però el cas no va arribar a judici, ja que no es van trobar proves que demostressin que la periodista va tenir coneixement dels fets delictius.
El programa dedicat al món de la pornografia va generar una gran controvèrsia. Cuatro va emetre al cap d'uns mesos una segona edició que va anunciar "sense censura", en la qual va afegir algunes seqüències inèdites.

## Programes

### Temporada 1 (Samanta Villar)
| Programa | Títol                           | Dia d'emissió        | Audiència         |
| -------- | ------------------------------- | -------------------- | ----------------- |
| 1        | 21 días entre cartones          | 30 de gener de 2009  | 2 280 000 (16,8%) |
| 2        | 21 días sin comer               | 27 de febrer de 2009 | 2 125 000 (16,1%) |
| 3        | 21 días fumando porros          | 27 de març de 2009   | 2 292 000 (18,3%) |
| 4        | 21 días viviendo en una chabola | 24 d'abril de 2009   | 2 462 000 (19,4%) |
| 5        | 21 días machacando mi cuerpo    | 29 de maig de 2009   | 1 880 000 (15,9%) |
| 6        | 21 días sin papeles             | 26 de juny de 2009   | 1 451 000 (12,4%) |

### Temporada 2 (Samanta Villar)
| Programa | Títol                             | Dia d'emissió          | Audiència         |
| -------- | --------------------------------- | ---------------------- | ----------------- |
| 7        | 21 días viviendo la crisis        | 25 de setembre de 2009 | 1 453 000 (11,6%) |
| 8        | 21 días de lujo                   | 30 d'octubre de 2009   | 1 977 000 (15,1%) |
| 9        | 21 días en una mina               | 27 de novembre de 2009 | 1 413 000 (10,4%) |
| 10       | 21 días a ciegas                  | 18 de desembre de 2009 | 1 221 000 (8,6%)  |
| 11       | 21 días en la industria del porno | 25 de gener de 2010    | 2 478 000 (18,4%) |
| 12       | 21 días con personas dependientes | 1 de març de 2010      | 1 009 000 (8,3%)  |
| 13       | 21 días trabajando en el mar      | 11 d'abril de 2010     | 1 327 000 (7,0%)  |
| 14       | 21 días buscando a Samanta        | 9 de maig de 2010      | 954 000 (4,8%)    |
| 15       | 21 días viviendo la fama          | 13 de juny de 2010     | 1 019 000 (6,0%)  |

### Temporada 3 (Adela Úcar)
| Programa | Títol                                  | Dia d'emissió          | Audiència         |
| -------- | -------------------------------------- | ---------------------- | ----------------- |
| 16       | 21 días en el vertedero                | 11 d'octubre de 2010   | 1 430 000 (10,7%) |
| 17       | 21 días bebiendo alcohol               | 5 de novembre de 2010  | 1 422 000 (10,3%) |
| 18       | 21 días viviendo con musulmanes        | 17 de desembre de 2010 | 1 367 000 (9,8%)  |
| 19       | 21 días en el circo                    | 7 de gener de 2011     | 1 156 000 (7,4%)  |
| 20       | 21 días en el mundo del sadomasoquismo | 4 de febrer de 2011    | 1 306 000 (9,1%)  |
| 21       | 21 días de caza                        | 15 de març de 2011     | 690 000 (7,4%)    |
| 22       | 21 días pendiente del desahucio        | 15 d'abril de 2011     | 1 009 000 (11,7%) |
| 23       | 21 días boxeando                       | 20 de maig de 2011     | 817 000 (7,0%)    |
| 24       | 21 días buscando la ola                | 24 de juny de 2011     | 825 000 (6,6%)    |
| 25       | 21 días de fiesta                      | 22 de juliol de 2011   | 1 022 000 (12,7%) |

### Temporada 4 (Adela Úcar)
| Programa | Títol                                    | Dia d'emissió        | Audiència         |
| -------- | ---------------------------------------- | -------------------- | ----------------- |
| 26       | 21 días como hace cien años              | 20 de febrer de 2012 | 1 031 000 (12,7%) |
| 27       | 21 días en la piel de un jugador         | 19 de març de 2012   | 735 000 (9,5%)    |
| 28       | 21 días buscando trabajo fuera de España | 23 de maig de 2012   | 598 000 (7,4%)    |
| 29       | 21 días realizando trabajos extremos     | 13 de juliol de 2012 | 845 000 (7,2%)    |

### Temporada 5 (Adela Úcar)
| Programa | Títol                  | Dia d'emissió          | Audiència         |
| -------- | ---------------------- | ---------------------- | ----------------- |
| 30       | 21 días toreando       | 18 d'octubre de 2012   | 434 000 (5,7%)    |
| 31       | 21 días sin dormir     | 15 de novembre de 2012 | 1 000 000 (11,0%) |
| 32       | 21 días en el erotismo | 24 de gener de 2013    | 379 000 (7,5%)    |
| 33       | 21 días en la cárcel   | 28 de febrer de 2013   | 996 000 (14,3%)   |
| 34       | 21 días de penitente   | 28 de març de 2013     | 424 000 (4,6%)    |
| 35       | 21 días buscando oro   | 18 d'abril de 2013     | 494 000 (6,8%)    |

### Temporada 6 (Adela Úcar)
| Programa | Títol                                   | Dia d'emissió      | Audiència      |
| -------- | --------------------------------------- | ------------------ | -------------- |
| 36       | 21 días viviendo con la comunidad china | 17 de maig de 2014 | 781 000 (6,5%) |
| 37       | 21 días de feriante                     | 24 de maig de 2014 | 834 000 (6,0%) |
| 38       | 21 días en urbanizaciones fantasma      | 31 de maig de 2014 | 784 000 (6,2%) |

### Temporada 7 (Meritxell Martorell)
| Programa | Títol                                           | Dia d'emissió        | Audiència        |
| -------- | ----------------------------------------------- | -------------------- | ---------------- |
| 39       | 21 días en un prostíbulo                        | 15 d'abril de 2016   | 1 105 000 (6,9%) |
| 40       | 21 días con judios ultraortodoxos               | 22 d'abril de 2016   | 1 072 000 (7,0%) |
| 41       | 21 días tomando ayahuasca, la droga de la selva | 29 d'abril de 2016   | 937 000 (6,0%)   |
| 42       | 21 días de Lesbos a Colonia                     | 6 de maig de 2016    | 451 000 (2,8%)   |
| 43       | 21 días ligando                                 | 13 de maig de 2016   | 986 000 (5,9%)   |
| 44       | 21 días de criada                               | 26 de juliol de 2016 | 818 000 (11,4%)  |

## Dades d'audiències
- Rècord de share: 21 días viviendo en una chabola, emès divendres 24 abril de 2009, amb un 19,4%.
- Récord d'espectadors: 21 días en la industria del porno, estrenat dilluns 25 de gener de 2010, amb 2.478.000 espectadors.[7]
- Mínim de share: 21 días de Lesbos a Colonia, emès divendres 6 de maig de 2016, amb un 2,8%.[8]
- Mínim d'espectadors: 21 días de erotismo, estrenat dijous 24 de gener de 2013, amb 379.000 espectadors.

### Audiència mitjana de totes les edicions
| Edició                       | Programes | Data      | Cadena | Espectadors | Quota |
| ---------------------------- | --------- | --------- | ------ | ----------- | ----- |
| 21 días (Primera temporada)  | 6         | 2009      | Cuatro | 2 082 000   | 16,5% |
| 21 días (Segona temporada)   | 9         | 2009-2010 | Cuatro | 1 428 000   | 10,0% |
| 21 días (Tercera temporada)  | 10        | 2010-2011 | Cuatro | 1 104 000   | 9,3%  |
| 21 días (Quarta temporada)   | 4         | 2012      | Cuatro | 802 000     | 9,2%  |
| 21 días (Cinquena temporada) | 6         | 2012-2013 | Cuatro | 621 000     | 8,3%  |
| 21 días (Sisena temporada)   | 3         | 2014      | Cuatro | 800 000     | 6,2%  |
| 21 días (Setena temporada)   | 6         | 2016      | Cuatro | 894 000     | 6,7%  |